# ساندرو سالویونی
ساندرو سالویونی (انگلیسی: Sandro Salvioni؛ زادهٔ ۸ اکتبر ۱۹۵۳) بازیکن فوتبال اهل ایتالیا است.
از باشگاه‌هایی که در آن بازی کرده‌است می‌توان به باشگاه فوتبال پارما، باشگاه فوتبال فوجا، باشگاه فوتبال برشا، باشگاه فوتبال نووارا، و باشگاه فوتبال وارزه اشاره کرد.